# Impasse des Dentelles
Pour les articles homonymes, voir Dentelles.
L'impasse des Dentelles  (en alsacien : Spitzegässel) est une voie sans issue de Strasbourg, rattachée administrativement au quartier Gare - Kléber. 

## Situation et accès

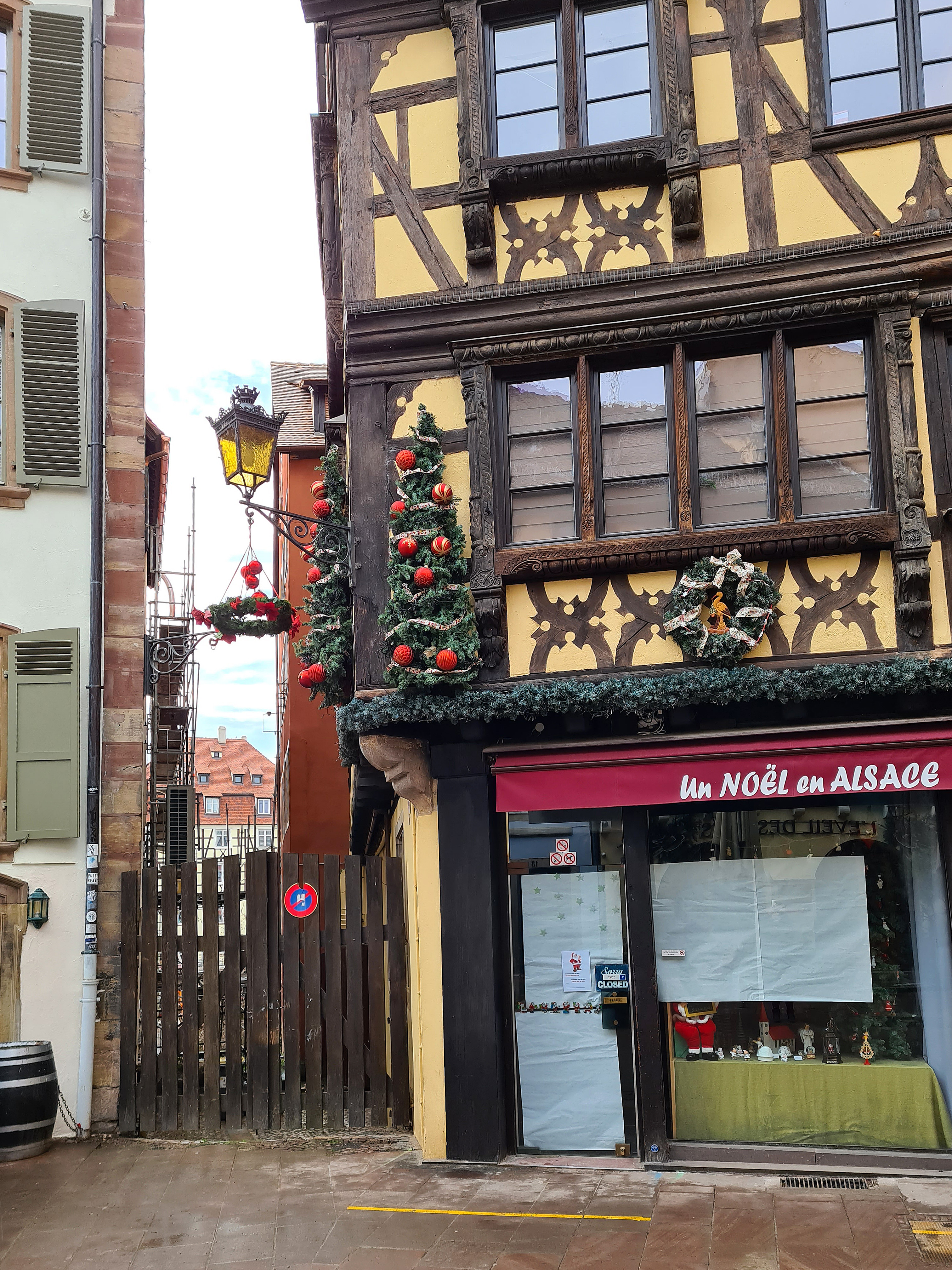
Accès entre le no 12 et le no 10 de la rue des Dentelles.

Située dans le quartier historique et touristique de la Petite France, la ruelle s'ouvre entre le no 10 et le no 12 de la rue des Dentelles. À l'autre extrémité elle descend en pente légère vers le canal de navigation de l'Ill, face à l'écluse et à la passerelle des Anciennes-Glacières, qui a été ouverte aux piétons en 2018, sur l'emplacement de l'ancien chemin de halage.
Fermée par un portail, c'est une voie privée pavée.
La fermeture de l'impasse semble avoir constitué un enjeu dans le passé : en 1876 le préfet autorise le rétablissement de la clôture qui avait été supprimée quelques années auparavant à l’entrée de la ruelle.

## Origine du nom
De même que la rue des Dentelles et la petite rue des Dentelles, le nom de l'impasse ne doit pas son origine à de la dentelle, mais à la corruption du mot allemand Spitze (« pointe »), employé à propos de l'angle que formaient ces rues le long de l'Ill et du fossé des Tanneurs, comblé depuis.
En 1587, la voie porte le nom de Trenkgesselin, la « ruelle de l'Abreuvoir ». Son nom actuel apparaît en 1856, puis en 1918 et depuis 1945. Pendant l'occupation allemande, elle avait été renommée Spitzengässchen (1872 et 1940). En alsacien, son nom est Spitzegässel.

## Bâtiments remarquables

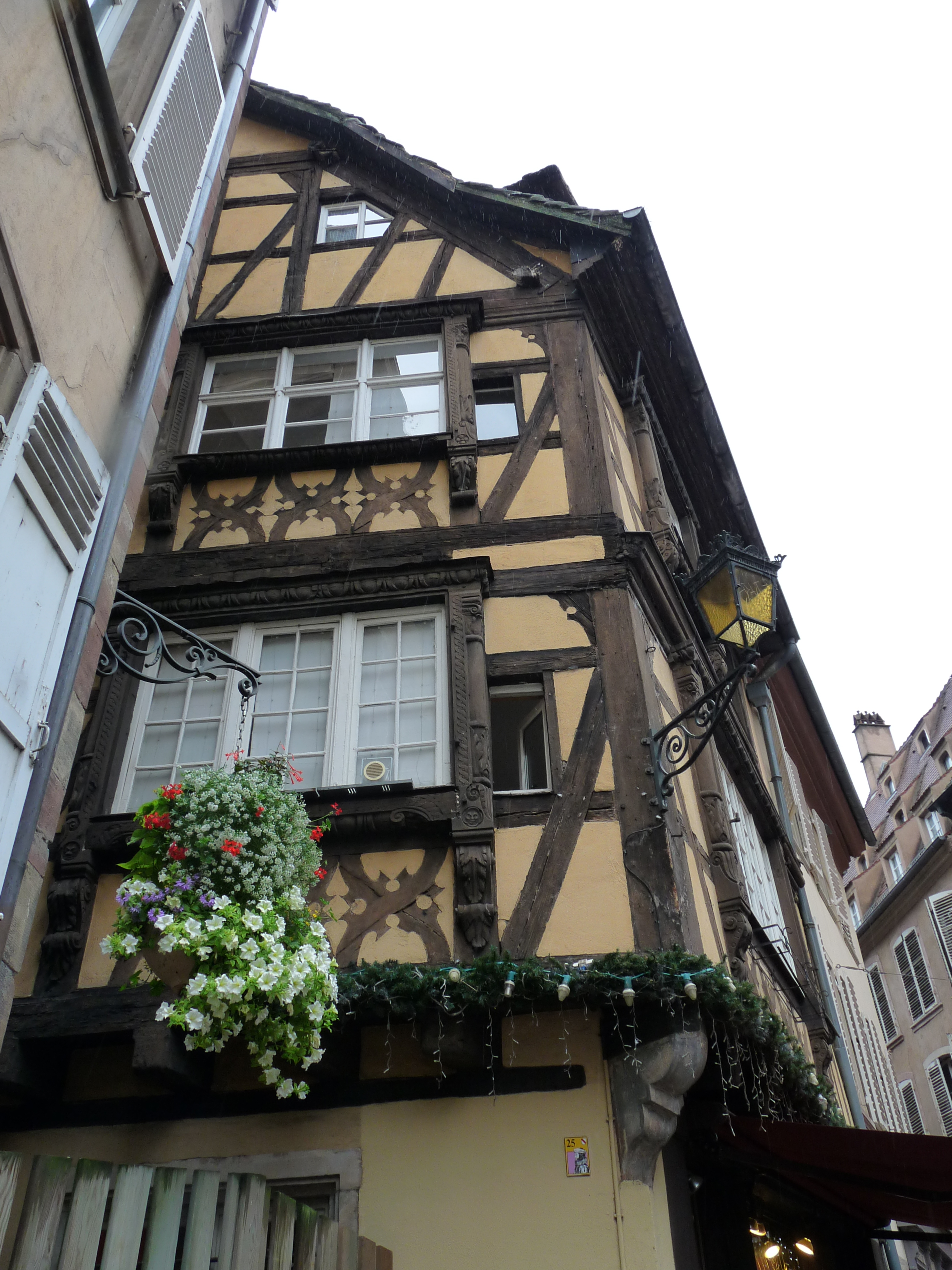
Façade latérale du no 10, donnant sur l'impasse.

À l'entrée, l'impasse est encadrée par deux édifices historiques.
La maison à colombages qui forme l'angle avec le no 10 de la rue des Dentelles, richement sculptée, porte les initiales H. S. du tanneur Hans Schenk et le millésime 1565. Les façades, les toitures et l'escalier font l'objet d'un classement au titre des monuments historiques depuis 1927.
Celle qui forme l'autre angle, avec le no 12 de cette rue, comporte une imposante façade. Elle a été reconstruite sous la Restauration par la réunion de plusieurs propriétés.